# Eutrichosomella multifasciata
Eutrichosomella multifasciata är en stekelart som beskrevs av Girault 1915. Eutrichosomella multifasciata ingår i släktet Eutrichosomella och familjen växtlussteklar. Inga underarter finns listade i Catalogue of Life.